# Dame-Marie (Haiti)
Dame-Marie (Haiti) (em crioulo, Dam Mari), é uma comuna do Haiti, situada no departamento do Grande Enseada e no arrondissement de Anse d'Ainault.
De acordo com o censo de 2003, sua população total é de 27.127 habitantes.